# Corno Grande
Corno Grande (2914 m) er det højeste bjerg i den italienske bjergkæde Abruzzerne og tillige det højeste bjerg på den italienske halvø. Bjerget ligger ca. 100 km nordøst for Rom.